# ヘルマン・ホフマン
ヘルマン・ホフマン（独：Hermann Hoffmann、1864年6月23日 - 1937年6月1日）はイエズス会所属のドイツ人宣教師、哲学者、教育者、作家である。1910年に来日、上智大学の設立に奮闘し、1913年から1937年まで初代学長を務めた。

## 生涯
1864年（元治元年）6月23日、プロイセン王国ライン地方エルベルフェルトで生まれる。同年7月17日に洗礼を受け、1880年（明治13年）9月30日、16歳の時にイエズス会に入会し、オランダで2年間、修道生活の教育を受けた。1885年（明治18年）、21歳の時からオーストリアのフェルトキルヒにある中学校で教壇に立ち、フィシェルという教育家の指導の下、教育者としての基礎をつくった。1889年（明治22年）、25歳の秋から再びオランダのエクサーテンで哲学を学び、1892年（明治25年）にはイギリスのデントン・ホールに渡り神学を学んだ。1895年（明治28年）7月30日、31歳の時に司祭に叙階され、同年8月にオランダのマーストリヒト郊外のファルケンブルクにあった聖イグナティウス大学に移り、その後さらに3年間、神学を研究した。1898年（明治31年）から7年間は、同大学で哲学部長として哲学を教えた。
1906年（明治39年）に、教皇ピオ10世より「日本に高等教育機関を設置すること」の要請を受けたイエズス会は、ヨゼフ・ダールマン、アンリー・ブシェー、ジェームズ・ロックリフの3名の派遣を決定し、1908年（明治41年）10月18日に来日した。2年後の1910年（明治43年）2月20日、ロックリフの帰国に伴い、ホフマンはロックリフの後任として来日した。獨協学園（現在の獨協中学校・高等学校）でドイツ語を教えながら大学開設のため尽力し、翌1911年（明治44年）4月6日には、同年7月1日の私立学校令改正に先立ち、『財団法人 上智学院』の設立認可を受け、ホフマンは理事に就任した。
上智学院の設立によって大学の法的設立者は用意されたので、次にホフマンは大学の用地取得に奔走する。数ヶ月の努力の結果、小石川に候補地を見つけたが、ブローカーを介しての数度の交渉も空しく断念することとなった。次に麹町区紀尾井町（現在の敷地）が見つかり、数度の交渉の末、1912年（明治45年）3月23日、契約が成立した。その後、ホフマンは当時の文部省と交渉を重ね、ついに1913年（大正2年）3月28日、専門学校令による設立許可を得て『上智大学』が誕生し、ホフマンは初代学長に就任した。
その後も、1914年（大正3年）には第一次世界大戦の影響でドイツからの援助が一時途絶えてしまったり、1923年（大正12年）9月1日の関東大震災による校舎倒壊や、1932年（昭和7年）に起きた上智大生靖国神社参拝拒否事件など、数々の難題に直面しながらも重要な職務を遂行し、1929年（昭和4年）5月8日には大学令による大学への昇格認可を受け、ホフマンは同日付けで新しい上智大学の学長に就任した。
1936年（昭和11年）の夏頃からホフマンは体調を崩し、同年11月には聖母病院に入院した。1937年（昭和12年）3月3日には、ホフマンの病状を聞いた昭和天皇から銀杯が下賜された。同年4月頃から容態がさらに悪化し、同年6月1日未明に死去した。

## エピソード

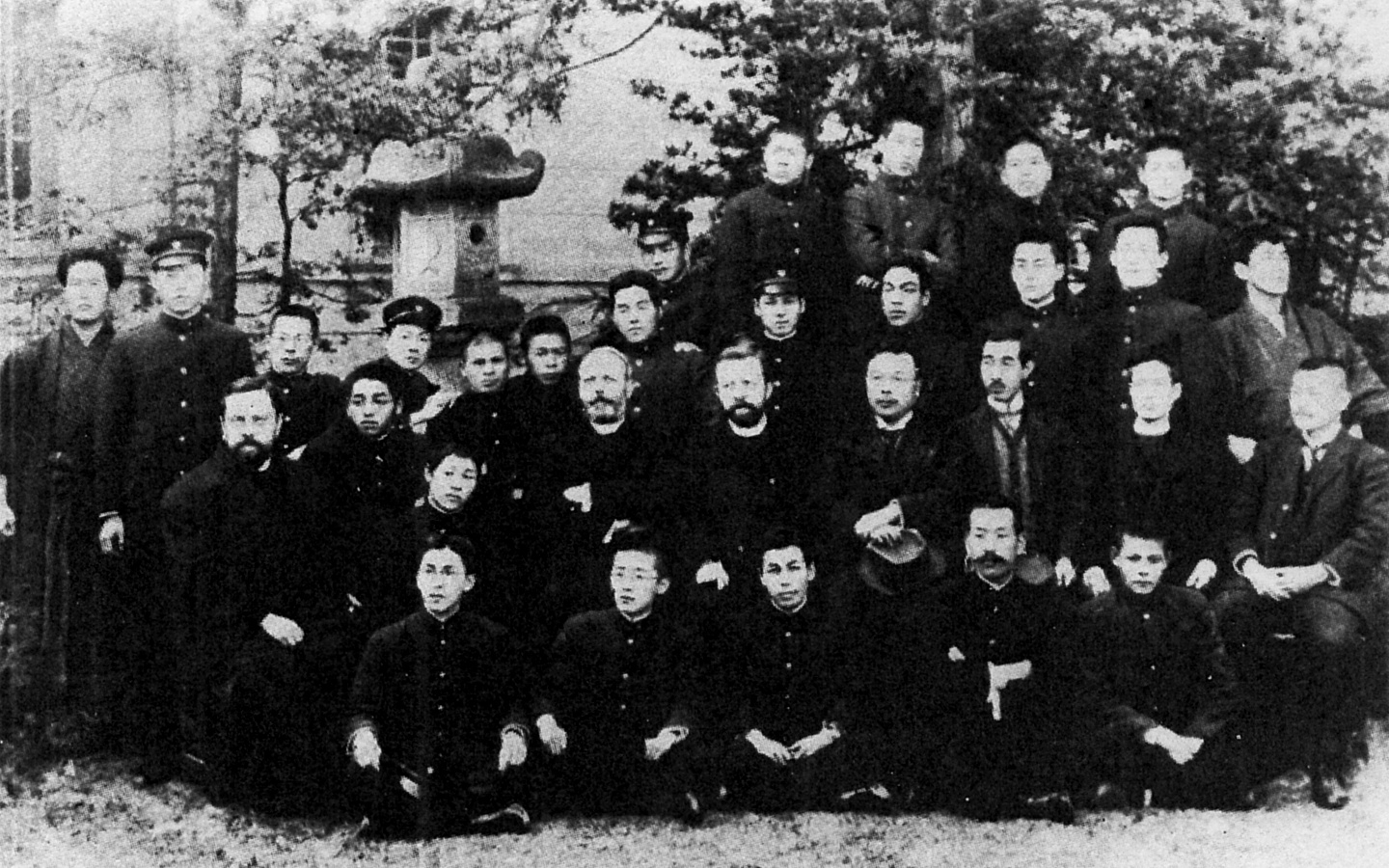
ホフマンと上智大学第1期生（1914年3月）

- 紀尾井町の敷地を登記に行ったところ、登記所で本当に資金が有ることを示すよう求められたため、横浜の独逸東亜銀行で43万円（現在の物価に換算すると約4.6億円）の小切手を発行させた[2]。
- 設立認可のために文部大臣に面会した際、大臣はホフマンがイエズス会士であることに難色を示し、学校運営に関して「外国からの命令で動くのか？」と質問した。ホフマンは、「私は学長としては、誰とも同じように政府に対して責任を負う、しかし上長に対する関係は、私個人の問題である」と説明し、大臣を納得させたという[3]。
- 聖母病院に入院したホフマンに対して感謝のしるし及び快復祈願のため、卒業生たちが献金し胸像が建立されることとなった。1937年（昭和12年）2月には胸像が完成したのでホフマンの病床に運び入れ見せたところ、彼は大変喜んだという。同年5月16日には大学敷地内に台座も完成し、除幕式が行われた。
- 死の前日、「煙草を一服したい」と言い、差し出された煙草を2、3回吸うと、また枕に頭を沈めたという[4]。
- 「上智大学五十年史 三.創立から関東大震災まで ホフマン学長（54P-55P）」では、ホフマンのドイツ語授業を次のように伝えられている。